# Толкан, Джеймс
Джеймс Толкан (20 июня 1931) — американский актёр.

## Биография
Джеймс Толкан родился 20 июня 1931 года в городе Калумет, штат Мичиган. Отец Ральф был скотопромышленником, мать Марджори. Учился в Университете Айовы, колледже Коу и в колледже Восточной Аризоны. Отслужил год в ВМС США, после чего закончил Актёрскую студию в Нью-Йорке.

## Карьера
Впервые появился на экране в 1960 году в сериале «Нагой город». Наиболее известная его роль — директор школы, мистер Стрикленд в фильме Роберта Земекиса «Назад в будущее» (1985). Также снимался в таких фильмах, как «Любовь и смерть» (1975), «Принц города» (1981), «Военные игры» (1983), «Лучший стрелок» (1986), «Властелины вселенной» (1987), «Дик Трейси» (1990) и сериалы «Тайны Ниро Вульфа» (2001—2002).

## Фильмография
| Год       |    | Русское название                      | Оригинальное название                   | Роль                            |
| --------- | -- | ------------------------------------- | --------------------------------------- | ------------------------------- |
| 1973      | ф  | Серпико                               | Serpico                                 | Стайгер                         |
| 1975      | ф  | Любовь и смерть                       | Love and Death                          | Наполеон I                      |
| 1983      | ф  | Военные игры                          | WarGames                                | Уиган                           |
| 1985      | ф  | Турок 182                             | Turk 182!                               | Гэнли                           |
| 1985      | ф  | Назад в будущее                       | Back to the Future                      | мистер Стрикленд                |
| 1986      | ф  | Лучший стрелок                        | Top Gun                                 | коммандер Том Джордан «Стингер» |
| 1986      | ф  | Вооружён и опасен                     | Armed and Dangerous                     | Лу Брекман                      |
| 1987      | ф  | Властелины вселенной                  | Masters of the Universe                 | детектив Лубик                  |
| 1988      | ф  | Двойственные решения                  | Split Decisions                         | Бенни Пистоне                   |
| 1989      | ф  | Кровные узы                           | True Blood                              | детектив Джозеф Гэнли           |
| 1989      | ф  | Назад в будущее 2                     | Back to the Future Part II              | мистер Стрикленд                |
| 1990      | ф  | Назад в будущее 3                     | Back to the Future Part III             | маршал Джеймс Стрикленд         |
| 1990      | ф  | Дик Трейси                            | Dick Tracy                              | Намберс                         |
| 1991      | ф  | Затяжной выстрел                      | Hangfire                                | Патч                            |
| 1991      | ф  | Трудный ребёнок 2                     | Problem Child 2                         | мистер Торн                     |
| 1991      | с  | Байки из склепа                       | Tales From The Crypt                    | Полицейский (эпизод «The Trap») |
| 1991—1992 | мс | Назад в будущее                       | Back to the Future: The Animated Series | мистер Стрикленд (озвучивание)  |
| 1992      | ф  | Рисовальщик                           | Sketch Artist                           | Тонелли                         |
| 1992      | в  | Кровавый кулак 4: Смертельная попытка | Bloodfist IV: Die Trying                | агент Стерлинг                  |
| 1993      | ф  | Точка кипения                         | Boiling Point                           | Левитт                          |
| 1993—1994 | с  | Кобра                                 | Cobra                                   | Dallas Cassel                   |
| 1995      | тф | Рисовальщик 2: Руки, которые видят    | Sketch Artist II: Hands That See        | Тонелли                         |
| 1996      | ф  | Робо-воины                            | Robo Warriors                           | Киуон                           |
| 1997      | с  | Притворщик                            | The Pretender                           | Агент ФБР Коркос                |
| 2001—2002 | с  | Тайны Ниро Вульфа                     | A Nero Wolfe Mystery                    | несколько ролей                 |
| 2011      | с  | Воздействие                           | Leverage                                | Дэн Чесни                       |
| 2012      | тф | Фил Спектор                           | Phil Spector                            | Ларри Фидлер                    |
| 2015      | ф  | Костяной томагавк                     | Bone Tomahawk                           | Пианист                         |